# Franciszek Głowacz
Franciszek Ryszard Głowacz, ps. „Lis” (ur. 24 marca 1910 w Naramicach, zm. 7 kwietnia 1942) – żołnierz legii cudzoziemskiej, partyzant, hubalczyk.

## Życiorys
Urodził się jako najmłodszy z 5 synów Jana Głowacza (1867–1942) straconego w dniu 23 marca 1942 w obozie koncentracyjnym w Auschwitz i Eleonory z d. Bartel z Wieruszowa. Dzieciństwo Franciszek spędził przy rodzicach w Praszce, w której w 1924 ukończył szkołę powszechną. We wrześniu 1924, rozpoczął naukę w liceum ogólnokształcącym w Łomży. Koszt nauki i zakwaterowania w internacie pokrył jego starszy brat Ludwik Głowacz, będący strażnikiem Straży Granicznej na pobliskiej granicy Polski z Prusami w Czarni k. Chorzel. Naukę w liceum przerwał po trzech latach nauki.
Zauroczony modną i chlubną wtedy kawalerią polską (w której wcześniej służyli jego trzej starsi bracia), oraz ułańskim mundurem, koniem i szablą, jako 18-letni młodzieniec – jesienią 1928, ochotniczo wstąpił do 11 pułku Ułanów Legionowych w Ciechanowie im. ppłk. Antoniego Jabłońskiego. Następnie został wytypowany do pułkowej szkoły podoficerskiej, którą ukończył jako prymus i jako kapral został zawodowym żołnierzem tego pułku. W niedługim czasie został mianowany zastępcą dowódcy II plutonu w III szwadronie. Po 5 latach pobytu w Ciechanowie, wiosną 1934 roku, jako 24–letni kawaler został służbowo przeniesiony do 1 pułku szwoleżerów w Warszawie im. Marszałka Józefa Piłsudskiego. Było to dla Głowacza dużym zaszczytem i wielką nagrodą. Tu jednak nie przebywał zbyt długo. Po około 3–4 miesiącach odszedł ze służby wojskowej i wyjechał do Francji (gdzie pod Paryżem mieszkał jego brat Stanisław) i wstąpił do francuskiej Legii Cudzoziemskiej. Po krótkim czasie został wysłany do służby w kolonii francuskiej w płn. Afryce, gdzie przebywał około dwóch lat. Po tym okresie, wiosną 1936 wraz z zaprzyjaźnionym Niemcem o imieniu Manfred uciekł z Legii.
Po dotarciu do portu Tanger, przypłynął niemieckim parowcem do Hamburga, gdzie przez 2 miesiące mieszkał u rodziny Manfreda. W czerwcu 1936 Głowacz udał się do Gdyni, a następnie do Warszawy, gdzie zatrzymał się u swego znajomego Jana Kalety na warszawskich Siekierkach. Tu zaangażował się w pracy na rzecz obronności kraju i brał czynny udział w organizowaniu Związku Rezerwistów Placówki nr 29 Powiśle – będąc jej sekretarzem. W 1937 Głowacz ożenił się z Józefą z d. Jasińska, a w dniu 7 czerwca 1938 urodził się im się syn Mirosław Jan Głowacz. 12 września 1938 został wcielony do Samodzielnej Grupy Operacyjnej „Śląsk“ z siedzibą w rejonie Bielska–Białej, dowodzonej przez gen. Władysława Bortnowskiego. Wziął udział w odzyskaniu Zaolzia.
Po wybuchu wojny, Głowacz, jako 29 letni rezerwista został powołany do Wojska Polskiego. Żona wraz z rocznym synem udała się do swej starszej siostry Marii Jasiak z d. Jasińska do Radwanowa. Głowacz wziął udział w kampanii wrześniowej, walcząc w rejonie Częstochowy, gdzie w pierwszych dniach września, wraz z ok. tysiącem żołnierzy dostał się do niewoli niemieckiej. Następnie został osadzony w obozie przejściowym koło Opola. Po 3 dniach uciekł i wrócił do Praszki, a następnie do żony do Radwanowa. Po kilku dniach z żoną i synem przenieśli się i zamieszkali w Zimnej Wodzie, kolonii wsi Skąpe.

## W oddziale „Hubala”
Dowiedziawszy się o pobycie w pobliskich lasach polskiego oddziału konnego pod dowództwem mjr. Henryka Dobrzańskiego ps. Hubal, odnalazł ten oddział w Zychach (oddział liczył wówczas 11 kawalerzystów), do którego wstąpił przyjmując pseudonim „Lis”. 
Od tego czasu, przez okres pół roku „Lis” aktywnie uczestniczył we wszystkich potyczkach i bitwach Oddziału Wydzielonego Wojska Polskiego mjr. Hubala z Niemcami oraz bardzo często wraz z Romualdem Rodziewiczem „Romanem” brał udział w akcjach specjalnych. Za odwagę wykazaną podczas boju pod Huciskiem został awansowany do stopnia plutonowego. Największym aktem odwagi i przyjaźni żołnierskiej „Lisa” była jego akcja w czasie szarży oddziału przez obstawioną szosę na trasie Samsonów – Odrowąż. Romuald Rodziewicz „Roman” tak to później opisał: „Kiedy to już większość naszych koni pod obstrzałem niemieckim z broni maszynowej przeskoczyła szosę, koń mój wpadł do rowu, przewrócił się, lecz powstał i pobiegł za innymi. Ja zostałem sam na ziemi i wołam: poczekajcie! Chciałem dosiąść do któregoś z jeźdźców, lecz nikt nie zatrzymał się, bo tak wszystkim było śpieszno by uciec przed śmiercią. Zaraz też wyjmuję pistolet i kieruję do swej skroni, by szwaby nie wzięli mnie żywym. Nagle jeden z naszych jeźdźców zawraca. Niemcy padają do rowów, nie strzelają. Patrzę, a to „Lis” podjeżdża do mnie, odstawia mi stopę buta, szybko wskakuję po niej na jego konia, „Lis” rzuca granatem w prawo, krzyczy: rzuć w lewo... i po kilku sekundach już nas kryją przyjazne gałęzie sosen.“ Po latach, Roman Rodziewicz spotykając się ze mną dopowiedział: „Mirku, czy ty rozumiesz, jaką to było dla mnie miła niespodzianką? To, co zrobił Twój ojciec, to było bohaterstwo połączone z szaleństwem, albo jeszcze coś więcej, to była odwaga, na jaką było stać tylko „Lisa”. Z takim przypadkiem poświęcenia życia dla żołnierza już więcej się nie spotkałem. Będę mu to pamiętał do końca życia. Jego odwaga i męstwo oraz pogarda dla swego życia, to jakby osobista zawziętość i chęć pomsty za krzywdy i okrucieństwa na jego rodzinie i bliskich.” (we wrześniu 1939 w Parzymiechach hitlerowcy spalili żywcem w stodole rodzinę Stanisława Głowacza, jego brata). 
Po śmierci Hubala, na ostatnim spotkaniu 25 czerwca 1940 we wsi Dąbrowy pow. włoszczowskiego resztek Oddziału Wydzielonego WP, „Lis”, jako jedyny oznajmił wszystkim, że nie zaprzestanie walki. Czcząc pamięć i zdolności dowódcze majora Hubala oraz podkreślając oddanie i wzajemne zrozumienie oraz przyjaźń, w rok po śmierci Hubala, Franciszek Głowacz „Lis” nadał swojemu synowi narodzonemu 7 lutego 1941 imiona: Jan Henryk Hubal Głowacz.

## W oddziale Obwodu ZWZ „Brzoza”
Po rozwiązaniu oddziału mjr. „Hubala”, Głowacz przez pewien czas działał na terenie powiatów: koneckiego i opoczyńskiego wraz z grupą żołnierzy pozostałą z piechoty „Hubala”. Organizował również pomoc dla pogorzelców spacyfikowanych wsi. Od jesieni 1940 do wiosny 1941 dowodził nowo utworzonym oddziałem dyspozycyjnym do zadań specjalnych koneckiego Obwodu ZWZ „Brzoza”. W jego skład weszli:
- kpr. sł. st. Antoni Pękala „Pantera” – hubalczyk – Radwanów
- Stanisław Pękala – Pilczyca
- Jan Bąk „Zabilski” – Radwanów
- Antoni Boruń – hubalczyk – Serbinów
- Zbigniew Proskurnicki „ Ketling” – Końskie
- Sylweriusz Jaworski „Strzemię”– hubalczyk – Końskie
- kpr. Jerzy Skodziński „Sokół” – hubalczyk –  Radoszyce

Likwidacja oddziału rozpoczęła się od aresztowania przez żandarmerię w Łopusznie Antoniego Pękali. Nie wytrzymał on śledztwa i zaczął „sypać”, później został zamordowany. Niebawem schwytano Antoniego Borunia i zamordowano w koneckim więzieniu. Jan Bąk „Zabilski” zginął wiosną 1942. Zbigniew Proskurnicki „Ketling” i Sylweriusz Jaworski „Strzemię” – ostrzeżeni, opuścili Końskie. Jerzy Skodziński „Sokół” został złapany przez Niemców z bronią i poszedł na współpracę z wrogiem wciągając do pracy szpiegowskiej przyrodniego brata Leszka Kaczorowskiego „Zagłobę” (hubalczyka) i jego ojca. Ich praca polegała głównie na denuncjacji, w szczególności byłych żołnierzy „Hubala”. 

## Walki po rozwiązaniu oddziału
Po likwidacji swojego oddziału „Lis” działał na własną rękę utrzymując luźne kontakty z obwodem. Wiosną 1941 zameldował się do komendanta Kielecko–Radomskiego Okręgu ZWZ płk. Leopolda Endel–Ragisa „Ślaskiego” z prośbą o wydanie zgody na utworzenie nowego oddziału partyzanckiego „imienia majora Hubala”. Pułkownik jednak nie wyraził na to zgody motywując swoją decyzję złą sytuacją na wschodzie i polecił mu czekać. Jednocześnie rozkazał, aby przekazał posiadane zapasy broni do magazynów obwodu. Jednak „Lis” użył jakiegoś fortelu i broni nie oddał. 
Niemcy przez cały czas starali się schwytać „Lisa”. Każdej niemal nocy żandarmeria z Łopuszna przyjeżdżała po niego. Przeniósł, więc żonę i synów do gajówki pod wsią Skąpe, niedaleko Rudy Pilczyckiej. Jesienią, 1941, kiedy akurat Głowacz był na podwórku przed gajówką, dwaj żandarmi przyjechali konno. Na wezwanie do podniesienia rąk do góry „Lis” zaczął strzelać. Jednego Niemca zabił, drugiego ranił. Po kilku godzinach, kiedy przybyły niemieckie posiłki „Lisa” już nie było. Zabrano, więc jego żonę i wywieziono do więzienia w Końskich, gdzie została zamordowana. Miała wtedy 29 lat. Jego synami zaopiekowała się rodzina żony. Jednak jego syn Jan Henryk Hubal w wieku 3 lat zmarł. 
„Lis” dalej działał na własną rękę opierając się na własnej siatce współpracowników. Najczęściej działał razem z Edmundem Majchrowskim „Maks” z Rudy Pilczyckiej. Na kwaterę wybrał wieś Kresy nad Pilicą koło Bobrownik w powiecie włoszczowskim. Podczas jednej z akcji razem z „Edmundem” zastrzelili żandarma, drugiego zranili. Wtedy to zdobyli dwa konie, broń i dokumenty. Od tej pory obaj walczyli konno organizując zasadzki na drogach do Przedborza, Włoszczowy, Kielc, Końskich i Radomska.
7 kwietnia 1942 Niemcy zaskoczyli „Lisa” na kwaterze. Kilkanaście samochodów policji i żandarmerii otoczyło wieś i dom Franciszka Biskupskiego, gdzie ukrywał się „Lis”. Biskupski walcząc zginął jako pierwszy, „Lis” ranny w głowę walczył dalej, aż do zużycia amunicji. Ostatnią kulę zostawił dla siebie. W chwili śmierci miał 32 lata. Niemcy zawieźli jego ciało do Końskich, a następnie zostawili je w bramie siedziby Gestapo. Zachęcali Polaków do rozpoznania zabitego i do podania jego nazwiska.